# Comuna Mooste
Mooste este o comună (vald) din Comitatul Põlva, Estonia. Cuprinde 1 târgușor (nucleu urban) și 14 sate. Reședința comunei este târgușorul Mooste.